# Кінсбург (Колорадо)
Кінсбург (англ. Keenesburg) — місто (англ. town) в США, в окрузі Велд штату Колорадо. Населення — 1250 осіб (2020).

## Географія
Кінсбург розташований за координатами 40°6′46″ пн. ш. 104°28′57″ зх. д. / 40.11278° пн. ш. 104.48250° зх. д. (40.112740, -104.482398).  За даними Бюро перепису населення США в 2010 році місто мало площу 5,87 км², з яких 5,79 км² — суходіл та 0,07 км² — водойми. В 2017 році площа становила 6,84 км², з яких 6,77 км² — суходіл та 0,07 км² — водойми.

## Демографія
Згідно з переписом 2010 року, у місті мешкало 1127 осіб у 438 домогосподарствах у складі 298 родин. Густота населення становила 192 особи/км².  Було 463 помешкання (79/км²).
Расовий склад населення:
| - 91,8 % — білих - 0,8 % — корінних американців - 0,4 % — азіатів - 0,1 % — чорних або афроамериканців - 3,7 % — осіб інших рас |

До двох чи більше рас належало 3,2 %. Частка іспаномовних становила 10,5 % від усіх жителів.
За віковим діапазоном населення розподілялося таким чином: 28,8 % — особи молодші 18 років, 57,4 % — особи у віці 18—64 років, 13,8 % — особи у віці 65 років та старші. Медіана віку мешканця становила 37,2 року. На 100 осіб жіночої статі у місті припадало 103,1 чоловіків;  на 100 жінок у віці від 18 років та старших — 99,5 чоловіків також старших 18 років.
Середній дохід на одне домашнє господарство  становив 64 795 доларів США (медіана — 53 264), а середній дохід на одну сім'ю — 75 378 доларів (медіана — 60 167). Медіана доходів становила 55 625 доларів для чоловіків та 37 917 доларів для жінок. За межею бідності перебувало 15,4 % осіб, у тому числі 21,1 % дітей у віці до 18 років та 8,5 % осіб у віці 65 років та старших.
Цивільне працевлаштоване населення становило 605 осіб. Основні галузі зайнятості: освіта, охорона здоров'я та соціальна допомога — 21,2 %, сільське господарство, лісництво, риболовля — 18,0 %, будівництво — 11,2 %, транспорт — 7,8 %.